# Ährenkranz
Der Ährenkranz ist ein Element auf vielen politischen Symbolen. Er ist dem klassischen Lorbeerkranz sowie den Olivenzweigen optisch recht ähnlich.

## Bedeutung
Der Ährenkranz ist außerdem oft auf Urkunden, Plaketten oder Logos bei einem Jubiläum. Er steht im Übrigen symbolhaft für reiche Ernten und somit für Bauern oder Landwirtschaft. Seine Bedeutung kann mit der der Sichel verglichen werden (siehe auch Hammer und Sichel).
Während der Zeit des Kommunismus in Mittel- und Osteuropa war er Bestandteil vieler Flaggen und Wappen sozialistischer Staaten (Übersicht bei Wappen anderer Staaten, die sich an dem der UdSSR orientierten). Von 1950 bis 1990 zierte ein Ährenkranz (zusammen mit Hammer und Zirkel) auch das Staatswappen der DDR. In diesem Zusammenhang stand er für die kollektive Bauernschaft.

Wappen der UdSSR
Wappen Ungarns (1949–1956)
Wappen der DDR
Wappen der SFR Jugoslawien
Wappen Afghanistans
Wappen der Republik Kurdistan